# دولت کوئینزلند
دولت کوئینزلند یک دولت ایالتی دموکراتیک است که مسئولیت اداره ایالت کوئینزلند را بر عهده دارد. دولت کوئینزلند به عنوان یک مجلس مشروطه در سال ۱۸۵۹ تشکیل شد و دارای قانون اساسی ایالتی شد. کوئینزلند یکی از ایالت‌های دولت مشترک‌المنافع استرالیا است و رابطه‌اش با دولت فدرال استرالیا بر اساس قانون اساسی استرالیا مشخص می‌شود.

## قوای اجرایی و قضایی

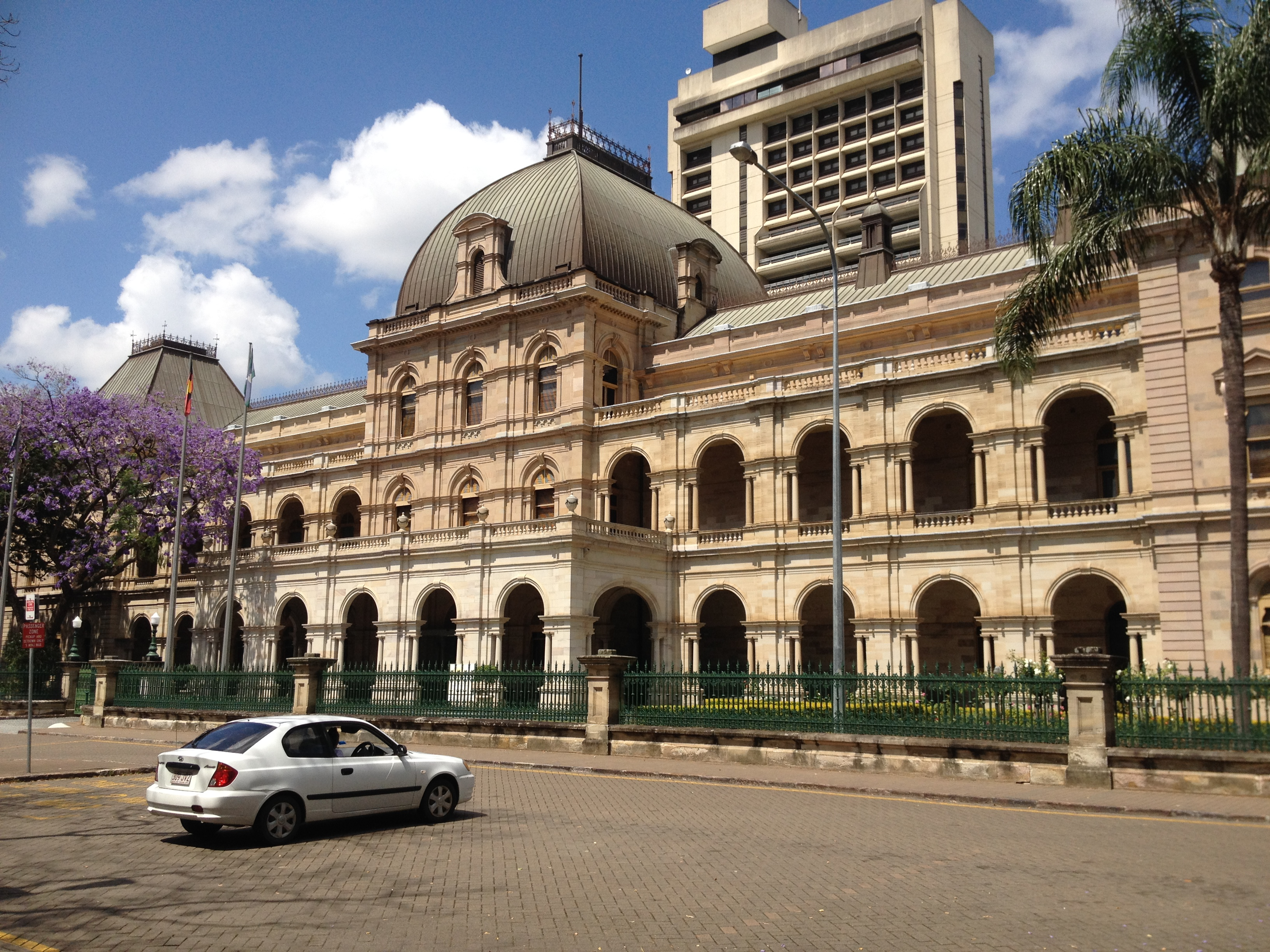
خانه مجلس کوئینزلند در بریزبن.

دولت کوئینزلند بر اساس نظام وست مینیستر عمل می‌کند که یک شکل پارلمانی دولت بر اساس مدل برگرفته از پادشاهی متحده است. در این نظام، فرماندار کوئینزلند به عنوان نماینده پادشاهی استرالیا معرفی می‌شود که دارای قدرت اسمی است اما در عمل به امور تشریفاتی می‌پردازد. در عوض مجلس کوئینزلند دارای قدرت قانونگذاری است و قدرت اجرایی در دست نخست وزیر ایالت و کابینه دولت ایالتی است. قوه قضاییه از طریق سیستمی متشکل از دادگاه‌ها و محکمه‌ها عمل می‌کند.
پارلمان کوئینزلند نقش قانونگذار را دارد. این سیستم مقننه متشکل از حاکم یا پادشاه (توسط فرماندار ایالت نمایندگی می‌شود) و مجلس واحد به نام مجلس قانون گذاری است. کوئینزلند تنها ایالت استرالیاست که سیستم تک مجلسی دارد. مجلس قانونگذاری کوئینزلند دارای ۸۹ نماینده است.
کابینه کوئینزلند نهاد اصلی دولتی سیاستگذار در این ایالت است که شامل نخست وزیر دولت است رئیس سیاستگذاری عضو متشکل از نخست وزیر و همه وزرای ایالتی می‌شود.

### اعضای دولت فعلی
| Minister              | Office | Portrait |
| --------------------- | --- | -------- |
| Annastacia Palaszczuk | - Premier - Minister for the Arts |          |
| Jackie Trad           | - Deputy Premier - Minister for Infrastructure, Local Government and Planning - Minister for Trade and Investment                     |          |
| Curtis Pitt           | - Treasurer - Minister for Aboriginal and Torres Strait Islander Partnerships - Minister for Sport                                    |          |
| Cameron Dick          | - Minister for Health - Minister for Ambulance Services                                                                               |          |
| Kate Jones            | - Minister for Education - Minister for Tourism and Major Events                                                                      |          |
| Yvette D'Ath          | - Attorney-General and Minister for Justice - Minister for Training and Skills                                                        |          |
| Bill Byrne            | - Minister for Police, Fire and Emergency Services - Minister for Corrective Services                                                 |          |
| Anthony Lynham        | - Minister for State Development - Minister for Natural Resources and Mines                                                           |          |
| Stirling Hinchliffe   | - Leader of the House - Minister for Transport and the Commonwealth Games                                                             |          |
| Mark Bailey           | - Minister for Main Roads, Road Safety and Ports - Minister for Energy, Biofuels and Water Supply                                     |          |
| Steven Miles          | - Minister for Environment and Heritage Protection - Minister for National Parks and the Great Barrier Reef                           |          |
| Grace Grace           | - Minister for Employment and Industrial Relations - Minister for Multicultural Affairs - Minister for Racing                         |          |
| Coralee O'Rourke      | - Minister for Disability Services - Minister for Seniors - Minister Assisting the Premier on North Queensland                        |          |
| Leeanne Enoch         | - Minister for Innovation, Science and the Digital Economy - Minister for Small Business                                              |          |
| Shannon Fentiman      | - Minister for Communities, Women and Youth - Minister for Child Safety - Minister for the Prevention of Domestic and Family Violence |          |
| Leanne Donaldson      | - Minister for Agriculture and Fisheries                                                                                              |          |
| Mick de Brenni        | - Minister for Housing and Public Works                                                                                               |          |
| Assistant Ministers   | |          |
| Mark Ryan             | - Assistant Minister of State Assisting the Premier                                                                                   |          |
| Jennifer Howard       | - Assistant Minister for Local Government                                                                                             |          |